# Copia shadow
Shadow Copy (chiamata anche Volume Snapshot Service o VSS, o Previous Versions/Versioni Precedenti in Windows Vista) è una caratteristica introdotta con Windows XP SP1, Windows Server 2003 e disponibile in tutte le versioni successive di Microsoft Windows. 
Permette la creazione manuale o automatica di copie di backup di un file, di una cartella o di uno specifico volume ad un dato momento di tempo. È usata da NTBackup e dal servizio Volume Shadow Copy per ripristinare i file. In Windows Vista è utilizzato dalla relativa utility di backup, System Restore e da Previous Version; da riga di comando è disponibile VSSADMIN. 
Il volume di partenza può non essere formattato NTFS, anche se il programma ha bisogno di un volume NTFS per le copie shadow da memorizzare. 

## Versioni Windows
È incluso in:
- Windows XP Service Pack 2
- Windows Server 2003
- Windows Vista
- Windows Server 2008
- Windows 7
- Windows Server 2008 R2
- Windows 10
- Windows 11

disponibile anche per:
- Windows 2000
- Windows XP RTM, SP1